# Luciana Gimenez
Luciana Gimenez Morad (São Paulo, 3 de noviembre de 1969) es una modelo y presentadora de televisión brasileña. Gimenez logró notoriedad por su relación con el reconocido cantante británico Mick Jagger, con el que tuvo un hijo llamado Lucas Maurice Morad Jagger. Jagger y Hall se separaron poco tiempo después del nacimiento de su hijo. Actualmente está casada con Marcelo de Carvalho, vicepresidente de la cadena RedeTV!, con quien tuvo su segundo hijo, Lorenzo Gabriel.
Luciana comenzó su carrera como modelo a la edad de 13 años y ha modelado en pasarelas de ciudades como París, Hamburgo, Milán y Nueva York. Más tarde llegó a ser una presentadora de televisión en RedeTV!, y su show es el programa de horario estelar Superpop. Ha sido respaldada por marcas como Chanel, Osklen, Marks & Spencer, Azzedine Alaïa.

## Filmografía

### Televisión
| Año           | Título           | Canal   |
| ------------- | ---------------- | ------- |
| 2001–presente | Superpop         | RedeTV! |
| 2010          | Mega Senha       | RedeTV! |
| 2012–presente | Luciana by Night | RedeTV! |
| 2013          | The View         | ABC     |

### Cine
| Año  | Película              | Rol          |
| ---- | --------------------- | ------------ |
| 2001 | Xuxa e os Duendes     | Fada Morgana |
| 2010 | O Filme dos Espíritos | Roseli       |